# Семенов Григорій Олексійович
Григорій Олексійович Семенов  — український радянський партійний діяч, 1-й секретар Тернопільського міського комітету КП(б)У.

## Життєпис
Член ВКП(б). Перебував на відповідальній партійній роботі.
З 1938 року — 1-й секретар Ворошиловського (Алчевського) міського комітету КП(б)У Ворошиловградської області.
У травні 1944 — листопаді 1946 року — заступник секретаря Тернопільського обласного комітету КП(б)У із промисловості.
У листопаді 1946 — листопаді 1948 року — заступник секретаря Тернопільського обласного комітету КП(б)У із торгівлі і громадського харчування.
У 1948 — січні 1950 року — 2-й секретар Тернопільського міського комітету КП(б)У.
У січні — грудні 1950 року — 1-й секретар Тернопільського міського комітету КП(б)У.
Подальша доля невідома.

## Нагороди
- орден «Знак Пошани» (23.01.1948)
- медалі